# Red Dead
Red Dead, parfois abrégée RD, est le nom d'une série de jeux vidéo, principalement développée par Rockstar San Diego et éditée par Rockstar Games, de type Action-aventure en monde ouvert et ayant comme thème principal le western.
Le premier épisode de la franchise, intitulé Red Dead Revolver, est sorti en 2004. Le deuxième opus Red Dead Redemption ainsi que son extension Undead Nightmare ont été commercialisés en 2010. Le troisième volet majeur est Red Dead Redemption II, sorti en 2018 ; il est suivi du jeu exclusivement multijoueur Red Dead Online, en 2019. Les différents titres de la saga se sont par ailleurs écoulés, à ce jour, à plus de 95 millions d'exemplaires dans le monde,,.
Malgré son apparition et son succès récents dans le monde vidéoludique, Red Dead est considérée comme une des séries phares de Rockstar Games, avec Grand Theft Auto, ainsi qu'une des licences les plus importantes de l'éditeur Take-Two Interactive,.

## Présentation
Red Dead est l'une des rares séries de jeu représentant le western de nos jours. Comme tout jeu traitant de ce thème, le joueur incarne un cow-boy ; toutes ses composantes sont également retrouvées ici, telles que la bande-son, parfois issue de grands noms du cinéma tels que Ennio Morricone, l'ambiance, l'environnement (essentiellement désertique), ainsi que l'époque, reflet de l'histoire des États-Unis à travers la conquête de l'Ouest.
Le premier épisode, Red Dead Revolver, reprenait plus précisément le genre du western spaghetti. Red Dead Redemption se déroule lui à la fin de la période trouble de l'Ouest sauvage, dans les années 1910, et est en partie inspiré par le film La Horde sauvage. Son extension, Undead Nightmare, présente cependant un scénario alternatif mélangeant le genre des zombies à celui du western.
Alors que le premier opus était essentiellement un jeu couloir, Redemption permet au joueur d'explorer librement les grandes contrées de la carte en dehors des missions, à cheval, à pied, en diligence ou encore en train ; le système de jeu de Red Dead devient alors en monde ouvert similaire à celui de Grand Theft Auto, autre saga vidéoludique de Rockstar Games.

## Liste des jeux
| Univers    | Génération            | Titre (*)                | Logo | Lieu du scénario                                                              | Personnage principal                                                                                        | Années et contexte dans lesquels se déroule le jeu                                       | Développement                                      | Plateformes                                                      | Date initiale de commercialisation                    |
| ---------- | --------------------- | ------------------------ | ---- | ----------------------------------------------------------------------------- | --- | ---------------------------------------------------------------------------------------- | -------------------------------------------------- | ---------------------------------------------------------------- | ----------------------------------------------------- |
| Revolver   | Première (2004)       | Red Dead Revolver        |      | Brimstone et ses alentours                                                    | Red Harlow Annie Stoakes Jack Swift Shadow Wolf Buffallo Soldier Javier Diego (jouables un chapitre chacun) | Années 1860 (prologue) Années 1870                                                       | Rockstar San Diego                                 | PlayStation 2, Xbox                                              | 3 mai 2004                                            |
| Redemption | Deuxième (2010)       | Red Dead Redemption (**) |      | New Austin, West Elizabeth et Nuevo Paraíso                                   | John Marston Jack Marston (épilogue)                                                                        | 1911 ; fin de l'Ouest sauvage 1914 (épilogue)                                            | Rockstar San Diego, Rockstar North, Rockstar Leeds | PlayStation 3, Xbox 360, Nintendo Switch, PlayStation 4, Windows | 18 mai 2010                                           |
| Redemption | Deuxième (2010)       | Undead Nightmare (***)   |      | New Austin, West Elizabeth et Nuevo Paraíso                                   | John Marston                                                                                                | 1911 ; uchronie et dystopie, fin de l'Ouest sauvage infecté par un virus 1914 (épilogue) | Rockstar San Diego                                 | PlayStation 3, Xbox 360, Nintendo Switch, PlayStation 4, Windows | 26 octobre 2010                                       |
| Redemption | Troisième (2018-2019) | Red Dead Redemption 2    |      | Ambarino, New Hanover, Lemoyne et West Elizabeth Guarma New Austin (épilogue) | Arthur Morgan John Marston (épilogue)                                                                       | 1899 1907 (épilogue)                                                                     | Rockstar Studios,                                  | PlayStation 4, Xbox One, Windows, Stadia                         | 26 octobre 2018                                       |
| Redemption | Troisième (2018-2019) | Red Dead Online          |      | Ambarino, New Hanover, Lemoyne, West Elizabeth et New Austin                  | Personnage personnalisable par le joueur                                                                    | 1898                                                                                     | Rockstar Studios,                                  | PlayStation 4, Xbox One, Windows, Stadia                         | 30 novembre 2018 (bêta), 14 mai 2019 (version finale) |

Red Dead a connu à ce jour deux univers : le premier, initié par Red Dead Revolver en 2004, a un côté arcade, le déroulement tenant plus d'un jeu d'action classique et linéaire ; le second, lancé en 2010 avec Red Dead Redemption, s'inspire lui de l'autre série forte de Rockstar Games qu'est Grand Theft Auto, avec l'apparition notamment d'un monde ouvert. Une préquelle, Red Dead Redemption 2, ainsi qu'un opus exclusivement multijoueur, Red Dead Online, voient le jour en 2018 ; ils s'inscrivent tous deux dans la continuité de l'univers Redemption.
- (*) : En bleu, les jeux ayant inauguré une nouvelle génération, et en jaune ceux étant de la même génération. Ces derniers reprennent le titre de l'opus ayant ouvert la génération.
- (**) : Red Dead Redemption a connu également plusieurs contenus téléchargeables multijoueur sortis sur le PlayStation Store et le Xbox Live, et qui prolongent l'expérience de jeu : Outlaws to the End, Legends and Killers, et Liars and Cheats.
- (***) : Undead Nightmare est une extension de Red Dead Redemption sortie en disque, regroupant également tous les contenus téléchargeables multijoueur ci-dessus.

### Compilations
| Compilation                                  | Contenu | Année de sortie initiale | Plates-formes           |
| -------------------------------------------- | --- | ------------------------ | ----------------------- |
| Red Dead Redemption : Édition jeu de l'année | Red Dead Redemption, Undead Nightmare et les contenus téléchargeables | 2011                     | PlayStation 3, Xbox 360 |
| Rockstar Games Collection                    | GTA: Episodes from Liberty City (The Lost and Damned et The Ballad of Gay Tony), L.A. Noire, Midnight Club: Los Angeles Complete (Los Angeles et les contenus téléchargeables) et Red Dead Redemption | 2012                     | PlayStation 3, Xbox 360 |

### Court métrage
| Court métrage                                | Jeu                 | Année de sortie | Réalisateur   | Prise de vues        |
| -------------------------------------------- | ------------------- | --------------- | ------------- | -------------------- |
| Red Dead Redemption: The Man from Blackwater | Red Dead Redemption | 2010            | John Hillcoat | Moteur du jeu (RAGE) |

## Accueil
| 2004 | Red Dead Revolver     |
| 2005 |                       |
| 2006 |                       |
| 2007 |                       |
| 2008 |                       |
| 2009 |                       |
| 2010 | Red Dead Redemption   |
| 2010 | Undead Nightmare      |
| 2011 |                       |
| 2012 |                       |
| 2013 |                       |
| 2014 |                       |
| 2015 |                       |
| 2016 |                       |
| 2017 |                       |
| 2018 | Red Dead Redemption 2 |
| 2019 | Online                |

Bien que Red Dead Revolver ait reçu de bonnes notes de la part de la presse (74 % sur Metacritic, qui fait la moyenne des notes de la presse,), ainsi que de bonnes ventes (2 millions de ventes,), ce sera surtout Red Dead Redemption qui consacrera la popularité de la série.
Ce deuxième opus reçoit en effet des critiques unanimes, avec une très haute moyenne de 95 % sur Metacritic,, et les principaux sites français ne feront pas exception, avec une note de 9/10 de la part de Gamekult et 18/20 pour Jeuxvideo.com. Cet opus remportera de nombreuses récompenses, notamment celui de Game of the Year (Jeu de l'année) par les prestigieux Video Games Awards.
Par la même occasion, Undead Nightmare remporte le titre de meilleure extension de l'année et obtient une moyenne de 87 % sur Metacritic.
Les ventes vont alors suivre le succès critique du jeu. Ainsi, près de 13 millions d'exemplaires de Red Dead Redemption se sont vendus à travers le monde,,, ce qui en fait une franchise multi-millionnaire ; son extension, Undead Nightmare, s'est également bien vendue, avec plus de 2,2 millions d'exemplaires écoulés,, permettant à la licence de dépasser les 17 millions de jeux vendus,.
À sa sortie en octobre 2018, Red Dead Redemption 2 obtient des critiques dithyrambiques, avec notamment un étonnant 21/20 sur Jeuxactu. Sur Metacritic il obtient le score de 97/100, dépassant son ainé. En février 2025, le jeu dépasse les 70 millions d'unités écoulées ; il s'agit du deuxième titre le plus vendu de l'histoire de Rockstar Games, derrière Grand Theft Auto V (210 millions).
| Jeu                    | Ventes totales         |
| ---------------------- | ---------------------- |
| Red Dead Revolver      | plus de 2,00 millions, |
| Red Dead Redemption    | plus de 20 millions,   |
| Undead Nightmare       | plus de 2,23 millions, |
| Red Dead Redemption II | 70 millions            |
| Total                  | 95 millions            |